# Widul Island
Widul Island är en ö i Australien. Den ligger i delstaten Queensland, omkring 2 300 kilometer nordväst om delstatshuvudstaden Brisbane. Arean är 0,47 kvadratkilometer. Den sträcker sig 0,8 kilometer i nord-sydlig riktning, och 1,1 kilometer i öst-västlig riktning.
Savannklimat råder i trakten. Genomsnittlig årsnederbörd är 2 023 millimeter. Den regnigaste månaden är mars, med i genomsnitt 397 mm nederbörd, och den torraste är september, med 20 mm nederbörd.